# Ixworth Thorpe
Ixworth Thorpe – wieś w Anglii, w hrabstwie Suffolk, w dystrykcie West Suffolk. Leży 38 km na północny zachód od miasta Ipswich i 111 km na północny wschód od Londynu. Miejscowość liczy 60 mieszkańców.